# Sładun
Sładun (bułg. Сладун) – wieś w Bułgarii, w obwodzie Chaskowo, w gminie Swilengrad. Według danych szacunkowych Ujednoliconego Systemu Ewidencji Ludności oraz Usług Administracyjnych dla Ludności, 15 grudnia 2018 roku miejscowość liczyła 146 mieszkańców.